# Werner Stanzl
Werner Stanzl (* 5. April 1941 in Mödling, Niederösterreich) ist ein österreichischer Journalist und Dokumentarfilmer.

## Leben
Stanzl begann seine Laufbahn 1962 als Junior bei Reuters London. 1965 wurde er Redakteur beim Stern in Hamburg und wechselte 1967 mit der Rundfunkreform in das Team Gerd Bachers zum ORF-Fernsehen nach Wien. Er berichtete als sogenannter Rover aus allen Teilen Europas, vornehmlich aus und über Deutschland, England und Skandinavien.
Fernsehgeschichte schrieb Werner Stanzl mit seiner mehrteiligen Dokumentation Volksrepublik Preussen (1969), nachdem es ihm gelungen war, für den ORF und sein Team als ersten westlichen Fernsehsender eine Drehgenehmigung in der DDR zu erwirken. Seine Dokumentation Polarka die Aufmarschpläne der Sowjets zur Besetzung Österreichs löste einen internationalen Pressewirbel und eine Kabinetts-Sondersitzung der Bundesregierung Kreisky II aus. Der Rücktritt von Verteidigungsminister Karl Lütgendorf wurde gefordert.

Zu dieser Zeit war Stanzl Redakteur beim profil. Im Nachrichtenmagazin erschien der Erstabdruck der Dokumentation (Profiltitel 4/1974). Ab 1975 arbeitet Stanzl als freier Journalist. Seine freijournalistische Tätigkeit zeichnete sich durch besonders gute Kontakte zu den Mitgliedern der Charta 77 in Prag, insbesondere zu Václav Havel, Pavel Kohout und deren engsten Mitstreitern, aus.
1989 wurde Stanzl Redakteur in der Gründungsredaktion des Standard und Oscar Bronners Mann in Bonn und Brüssel. Er berichtete vom Prozess der Einheitswerdung der beiden Deutschländer und aus Moskau vom Putsch gegen Gorbatschow und dem Ende der Sowjetunion. 1992 übernahm Stanzl das Ressort Innenpolitik
Seit 1995 lebt Stanzl zurückgezogen in Kärnten, beschränkt sich journalistisch auf Gastkommentare in britischen, deutschen und österreichischen Printmedien und arbeitet an einem Band von Kurzgeschichten.
2015 erschien sein Erstlingswerk, der Kriminalroman Hinrichtung im Styria-Verlag (Wien, Graz, Klagenfurt).

## Publikationen
- Hinrichtung - Krimi, Styria, Wien 2015, ISBN 978-3-222-13499-9
- Hintermänner - Commissario Vossis zweiter Fall, Styria, Wien 2015, ISBN 978-3-222-13521-7
- Aussicht auf Mord - Commissario Vossi ermittelt in Triest Haymon TB, 2017, ISBN 978-3-7099-7881-8
- Ball der Mörder - Commissario Vossi ermittelt Haymon TB, Wien/Innsbruck 2019, ISBN 978-3-7099-7923-5
- Mord mit fünf Sternen - Commissario Vossi ermittelt, Haymon TB, Wien/Innsbruck 2019, ISBN 978-3-7099-7932-7
- Der Würger von Triest - Commissario Vossi ermittelt, Haymon TB, Wien/Innsbruck 2019, ISBN 978-3-7099-7912-9
- Das Phantom von Baden, Haymon TB, Wien/Innsbruck, ISBN 978-3-7099-7934-1
- Venedig unterm Doppeladler: Zwischen Arrangement und Kolonialismus, KRAL, Berndorf 2024, ISBN 978-3-99103-022-5[5]